# ジチオオキサミド
ジチオオキサミド（英語: dithiooxamide）または、ルベアン酸（英語: rubeanic acid）は、化学式が C2H4N2S2 の有機化合物である。オキサミドの硫黄アナログである。
銅の検出や定量など、キレート剤として作用する。サイクレンを合成する際のビルディングブロックとしても使用されている。